# 128e méridien est
En géographie, le 128e méridien est est le méridien joignant les points de la surface de la Terre dont la longitude est égale à 128° est.

## Géographie

### Dimensions
Comme tous les autres méridiens, la longueur du 128e méridien correspond à une demi-circonférence terrestre, soit 20 003,932 km. Au niveau de l'équateur, il est distant du méridien de Greenwich de 14 249 km,.
Avec le 52e méridien ouest, il forme un grand cercle passant par les pôles géographiques terrestres.

### Régions traversées
En commençant par le pôle Nord et descendant vers le sud au pôle Sud, Le 128e méridien est passe par:
| Coordonnées           | Pays, territoire ou mer | Notes |
| --------------------- | ----------------------- | --- |
| 90° 00′ N, 128° 00′ E | Océan Arctique          | |
| 77° 28′ N, 128° 00′ E | Mer de Laptev           | |
| 73° 25′ N, 128° 00′ E | Russie                  | République de Sakha — Îles du delta de la Lena et le continent Oblast de l'Amour — à partir de 55° 40′ N, 128° 00′ E |
| 49° 35′ N, 128° 00′ E | Chine                   | Heilongjiang Jilin — from 44° 03′ N, 128° 00′ E                                                                      |
| 41° 26′ N, 128° 00′ E | Corée du Nord           | |
| 40° 03′ N, 128° 00′ E | Mer du Japon            | |
| 38° 51′ N, 128° 00′ E | Corée du Nord           | |
| 38° 19′ N, 128° 00′ E | Corée du Sud            | Le continent et les îles de Changseon et du District de Namhae                                                       |
| 34° 42′ N, 128° 00′ E | Mer de Chine orientale  | |
| 27° 05′ N, 128° 00′ E | Japon                   | Préfecture d'Okinawa — Île de Iheya                                                                                  |
| 27° 03′ N, 128° 00′ E | Mer de Chine orientale  | |
| 26° 42′ N, 128° 00′ E | Japon                   | Préfecture d'Okinawa — Île de Okinawa                                                                                |
| 26° 29′ N, 128° 00′ E | Océan Pacifique         | Mer des Philippines                                                                                                  |
| 2° 12′ N, 128° 00′ E  | Indonésie               | Île de Halmahera |
| 2° 05′ N, 128° 00′ E  | Mer de Halmahera        | |
| 1° 48′ N, 128° 00′ E  | Indonésie               | Île de Halmahera |
| 1° 18′ N, 128° 00′ E  | Baie de Kao             | |
| 1° 06′ N, 128° 00′ E  | Indonésie               | Île de Halmahera |
| 0° 28′ N, 128° 00′ E  | Mer de Halmahera        | |
| 0° 19′ S, 128° 00′ E  | Indonésie               | Île de Halmahera |
| 0° 41′ S, 128° 00′ E  | Mer des Moluques        | |
| 1° 31′ S, 128° 00′ E  | Indonésie               | Île de Obira |
| 1° 43′ S, 128° 00′ E  | Mer de Céram            | |
| 3° 04′ S, 128° 00′ E  | Indonésie               | Îles de Céram et Ambon                                                                                               |
| 3° 46′ S, 128° 00′ E  | Mer de Banda            | |
| 8° 09′ S, 128° 00′ E  | Indonésie               | Île de Moa |
| 8° 15′ S, 128° 00′ E  | Mer de Timor            | |
| 14° 34′ S, 128° 00′ E | Australie               | Australie-Occidentale                                                                                                |
| 32° 05′ S, 128° 00′ E | Océan indien            | Les autorités australiennes considèrent cette zone comme partie de l'Océan Austral,                                  |
| 60° 00′ S, 128° 00′ E | Océan Austral           | |
| 67° 02′ S, 128° 00′ E | Antarctique             | Territoire antarctique australien, Territoires revendiqués par l' Australie                                          |